# Familly

Familly este o comună în departamentul Calvados, Franța. În 1 ianuarie 2018 avea o populație de 117 de locuitori.